# Museu Nacional do Espiritismo
Museu Nacional do Espiritismo (MUNESPI), localizado em Curitiba, no estado brasileiro do Paraná, é um museu sobre assuntos relacionados à Doutrina Espírita.
O acervo do MUNESPI contém objetos mediúnicos como fotografias, gravações em fitas magnéticas, psicopictografias, materializações e psicografias. Conta também com documentos sobre a história do movimento espírita brasileiro.